# Nashville (Caroline du Nord)
Pour les articles homonymes, voir Nashville (homonymie).
Nashville est une ville américaine, siège du comté de Nash, situé en Caroline du Nord. Elle a une population d'environ 4 500 habitants.

## Démographie
| 1880 | 1890 | 1900 | 1910 | 1920 | 1930  |
| ---- | ---- | ---- | ---- | ---- | ----- |
| 212  | 401  | 479  | 750  | 939  | 1 137 |

| 1940  | 1950  | 1960  | 1970  | 1980  | 1990  |
| ----- | ----- | ----- | ----- | ----- | ----- |
| 1 171 | 1 302 | 1 423 | 1 670 | 3 033 | 3 617 |

| 2000  | 2010  | - | - | - | - |
| ----- | ----- | - | - | - | - |
| 4 309 | 5 352 | - | - | - | - |

## Source
- (en) Cet article est partiellement ou en totalité issu de l’article de Wikipédia en anglais intitulé « Nashville, North Carolina » (voir la liste des auteurs).